# Hôpital Saint-Joseph (Kinshasa)
Pour les articles homonymes, voir Hôpital Saint-Joseph.
L’hôpital Saint-Joseph est un hôpital général de référence de second échelon. Il est situé dans la commune de Limete sur le boulevard Lumumba entre la quatorzième et la quinzième rue, à Kinshasa  en république démocratique du Congo. Il compte 37 médecins, 218 personnel infirmier ainsi que 300 lits. C’est un établissement de soins confessionnel, appartenant à l’ASBL Archidiocèse de Kinshasa.

## Histoire
L’HSJ Il est fondé en 1987, par le cardinal Malula a ouvert, dans une concession de couvent, un centre de soins de santé pour aider la population de la ville de Kinshasa. Il avait comme souci d’offrir des soins de qualité à un coût abordable aux plus pauvres en alignant l’hôpital dans la politique nationale des soins de santé primaires qui prône la santé pour tous.
En effet, au fil et mesure des années passées, avec les soutiens de plusieurs partenaires, cet centre de soins est passée d’un simple dispensaire à un hôpital général de référence de second échelon. Il tout au long du boulevard Lumumba à la 15ème rue de la commune de Limete d’une part et se situant au carrefour de grands quartiers populaires comme Kingabwa, Mombele de la commune de Limete, le district de la Tshangu d’autre part inscrit l’hôpital dans une obligation de recevoir et de prendre en charge divers cas d’accidentés de route.
De son rang actuel d’hôpital général de référence, selon la gradation de la pyramide sanitaire en république démocratique du Congo, et, il est au centre d'un grand réseau de structures de santé du bureau diocésain des œuvres médicales de l’archidiocèse, en sigle (BDOM), Saint Joseph, il est au centre d'un grand réseau qui compte 60 centres de Santé et 13 centres hospitaliers éparpillés dans plusieurs quartiers de la ville et ses environs près que tous les cas graves et compliqué de son réseau sanitaire se réfèrent à l'hôpital général de référence Saint Joseph ,.

## Services
L’HSJ a quatre services classiques principaux : médecine interne, chirurgie, pédiatrie et la gynécologie-obstétrique, les services d’appui médical (le laboratoire, l’imagerie, la pharmacie, la kinésithérapie) et quelques spécialités comme : l’ophtalmologie, L’ORL, la Stomatologie, la réparation des fistules obstétricales
L’hôpital Saint-Joseph, compte aujourd'hui 300 lits et il a 473 agents médicaux, paramédicaux et administratifs. L’HSJ a développé et intensifié les activités dans les quatre domaines principaux de la médecine à savoir :
- La médecine interne, a 39 lits, 8 médecins et 19 infirmiers y affectés;
- La pédiatrie : il a au total 30 lits pour accueillir les enfants de 0 à 12 ans pour une prise en charge complète et avec 4 médecins et 21 infirmiers dans son sein ;
- Le service de gynéco-obstétrique avec 63 lits, une maternité qui peut accueil 30 lits et réalisant 270 accouchements mensuel.
- Le service de chirurgie a 52 lits. En outre, l’hôpital Sain Joseph développe des activités dans certains domaines spécialisées tels que :
  - L’ophtalmologie : 70-100 NC par jour
  - Les interventions des fistules vésicales : 128 réparations par mois.

Sur le plan financier, l’hôpital ne reçoit pas de subvention de l’État congolais et vit de ses propres recettes.